# Ліснянський монастир (Лісна)
Ліснянський монастир (пол. Monastyr leśniański, також Богородице-Різдвяний монастир у Лісні, пол. Monaster Narodzenia Matki Bożej w Leśnej) — православний жіночий манастир на Холмщині, заснована в часи Польського королівства (Російської імперії) московською дворянкою Євгенією Єфимовською. Існувала у 1885—1915 роках у Лісні Костянтинівського повіту Седлецької губернії Російської імперії (нині село Лісна-Підляська в Більському повіті Люблінського воєводства в Польщі).

## Історія
Заснований 1885 графинею Євгенією Єфимовською (пізніше — ігуменею Катериною) як жіноча чернеча громада. У 1889 громада була перетворена на монастир I класу. Базовою ідеєю громади стала концепція «діяльного монастиря», який, не обмежуючись молитвою та богослужінням, займався б активним служінням бідним верствам населення, освітньою та виховною діяльністю. При монастирі була відкрита школа-притулок з 4-річним курсом, невелика богадільня для літніх жінок, приймальний покій з амбулаторією для хворих, лазарет на 25 ліжок, аптека, кілька майстерень. На це вдалося залучити значні кошти. У монастирі було зведено шість храмів. У соборному храмі на честь Воздвиження Хреста Господнього була шанована Ліснянська ікона Божої Матері, придбана 14 вересня 1683.
Община Ліснянського монастиря була замкненою. Ще до початку Першої світової війни насельниці монастиря заснували ще 4 жіночі монастирі в Польщі з подібним устроєм. У 1915, у зв'язку з Першою світовою війною, монахині, послужниці і вихованки монастиря були евакуйовані в глиб Російської імперії, і більше на колишнє місце монастир не повертався. Його колишні насельниці продовжили своє служіння як у Росії, так і у російському зарубіжжі, зокрема, сприявши відродженню жіночого чернецтва у Сербській православній церкві, але їх діяльність вже не була такою значною як у Лісній.

### Заснування
Монастир у Лісній зобов'язаний своєю появою ігумені Катерині (в миру Євгенії Єфимовській), яка походила зі шляхетського роду, подорожувала Західною Європою, викладала, і, за спогадами митрополита Євлогія Георгіївського, «захоплювалася народницькими і ліберальними течіями, обертаючись в передових колах інтелігенції, листувалася і сперечалася з В. Соловйовим, з філософськи освіченим ієромонахом Михайлом Грибановським, інспектором Петербурзької Академії; була добре обізнана у питаннях філософії, богослов'я. Взагалі була дуже освіченою жінкою». Проблема виховання дітей у православній вірі була предметом її роздумів та інтересів, тому Єфимовська пішла працювати вчителькою у церковно-парафіяльній школі, заснованій Сергієм Рачинським у його маєтку Татєво Смоленської губернії. За задумом педагога та громадського діяча Рачинського, для правильного формування молодого покоління має бути створена зразкова сільська школа у православному дусі. Працюючи в школі, Євгенія Єфимовська вирішила прийняти чернецтво і заснувати жіночий монастир, влаштований інакше, ніж існуючі православні обителі в Росії. Монаська громада, на думку Євгенії Єфимовської, зберігаючи суворе подвижницьке життя, повинна була одночасно вести масштабну громадську роботу, утримуючи лікарню, школу та притулок.
Ідеєю Євгенії Єфімовської зацікавився архієпископ Холмсько-Варшавський Леонтій Лебединський, який запросив її створити жіночий монастир у Лесні, яка тоді знаходилася на кордоні Російської імперії та Австро-Угорщини, у будівлях монастиря, закритого після польського повстання, що належав до ордена паулінів. За задумом архієпископа Леонтія жіночий монастир, який провадив громадську діяльність, повинен був переконати в православ'ї місцеве населення, католиків або колишніх уніатів, незадоволених нав'язаною їм у 1875 зміною віросповідання.
Перед виїздом у Лісну вона зустрілася з ієромонахом Амвросієм Гренковим з Оптиної пустині, який благословив її починання і склав для ліснянських сестер келійне правило, яке кожна монахиня новоствореного монастиря повинна щодня читати в келії.
Євгенія Єфимовська прибула до Лісни 19 жовтня 1885 разом із п'ятьма сестрами-послушницями та двома дівчатами-сиротами, першими мешканками монастирського притулку. На день пізніше урочистим богослужінням розпочалася діяльність жіночої громади, яка спочатку не мала статусу монастиря. Такий статус присвоювався Святійшим синодом вже de facto існуючим громадам, що й сталося 26 серпня 1889, причому монастирю одразу був наданий перший клас. У тому ж році Євгенія була пострижена в чернецтво з ім'ям Катерина, а потім була зведена в сан ігумені. У момент надання общині статусу монастиря у ній перебувало 37 насельниць. В 1892 ігуменя Катерина була нагороджена наперсним хрестом.
При монастирі відкрили школу на 300 дівчаток, де вивчалося рукоділля та православний катихізис, чоловічу сільськогосподарську школу та жіночу учительську семінарію, основним завданням якої було навчання майбутніх викладачок для викладання в сільських парафіяльних двокласних школах. У 1904 ігуменя Катерина відкрила також сільськогосподарську школу для дівчаток. Загалом у монастирських школах на початку XX століття навчалися до тисячі осіб, причому пріоритет при прийомі до шкіл віддавався дітям із селянських або міщанських родин. Від вступників не вимагали переходу до православ'я. У школах навчалося багато католиків. Разом з тим, кожен перехід у православ'я фіксувався у звітах про діяльність монастиря.
За ініціативи ігумені в Лісні було відкрито шпиталь та лазарет з можливістю безкоштовного отримання ліків, а також ботанічний сад для вирощування трав з корисними властивостями. Потім ігуменя Катерина організувала при монастирі млин, завод, що випускав церковні свічки, і домоглася відкриття залізничної станції, завдяки якій у монастир стало легше приїжджати паломникам .

### Розвиток
Монастир не тільки чисельно зростав, а й відкрив подвір'я в Санкт-Петербурзі з храмом Трійці Живоначальної, у монастиря були подвір'я в Холмі, Варшаві та Ялті.
Духовний авторитет ігумені Катерини та її аристократичне походження зробили її впливовою людиною при дворі останнього російського царя. Ігуменя Катерина неодноразово подорожувала до Петербурга, щоб просити про додаткові кошти для монастиря, і, як правило, отримувала підтримку держави або приватних жертводавців. Завдяки заступництву імператриці Олександри Федорівни, монахині з Лісни, Афанасія Громеко, Анна Потто та Олена Коновалова заснували чернечі громади з подібним устроєм: монастир Христа Спасителя у Вірові, монастир святого Антонія в Радечниці, монастир Різдва Божої Матері в Краснимстоці і монастир Преображення Господнього в Теоліні . Царське подружжя двічі приїжджало до Лісни; на честь їхнього другого приїзду в 1900 ігуменя Катерина розпорядилася побудувати каплицю в Бяла-Подляці. Ігуменя Катерина залишалася настоятелькою до 1908, потім за станом здоров'я офіційно передала управління чернечою громадою черниці Ніні Косаковській, але фактично керувала чернечою громадою разом з нею до кінця життя.
Монастир у Лісні став одним із найважливіших у Росії центрів жіночого чернецтва. В 1907 в обителі налічувалося 18 черниць і 100 послушниць. На 1909 рік у ньому перебувало понад 700 черниць, послушниць та учнів, а на найважливіші монастирські свята приїжджало до 25 тисяч паломників . У монастирі регулярно звершували богослужіння єпископи. У 1914 в монастирі жило 20 черниць і 300 рясофорних послушниць (тих, кого благословили на носіння чернечого одягу, але ще не постригли). Ігуменя Катерина встановлювала високі вимоги до кандидаток на постриг, так що в багатьох випадках період між надходженням до обителі і постригом розтягувався на кілька років.

### Закриття та спроби відновлення
У зв'язку з початком Першої світової війни, в 1915 більшість сестер і діти притулку були евакуйовані в Серафимо-Понєтаєвський монастир у Нижегородській губернії, а після жовтневого перевороту продовжили своє життя на еміґрації, влаштувавшись у Франції.